# Flaxtjärnen, Ångermanland
Flaxtjärnen är en sjö i Nordmalings kommun i Ångermanland och ingår i Leduåns huvudavrinningsområde. Sjön har en area på 0,0729 kvadratkilometer och ligger 94 meter över havet. Sjön avvattnas av vattendraget Djupsjöbäcken.

## Delavrinningsområde
Flaxtjärnen ingår i det delavrinningsområde (707104-168005) som SMHI kallar för Ovan Hundsjöbäcken. Medelhöjden är 148 meter över havet och ytan är 13,54 kvadratkilometer. Det finns inga avrinningsområden uppströms utan avrinningsområdet är högsta punkten. Djupsjöbäcken som avvattnar avrinningsområdet har biflödesordning 2, vilket innebär att vattnet flödar genom totalt 2 vattendrag innan det når havet efter 14 kilometer. Avrinningsområdet består mestadels av skog (74 procent). Avrinningsområdet har 0,07 kvadratkilometer vattenytor vilket ger det en sjöprocent på 0,5 procent.